# Schedëur
Schedëur ist im Alten Testament im Buch Numeri der Vater Elizurs aus dem Stamm Ruben.

## Etymologie
Der hebräische Name שְׁדֵיאוּר šədê’ûr ist ein Nominalsatzname. Subjekt ist das theophore Element שַׁדַּי šaddaj, den zweiten Namensteil bildet das Substantiv אוּר ’ûr „Licht“. Der Name bedeutet also „Schaddai (ist) Licht“. Die Septuaginta gibt den Namen als Σεδιουρ Sediur wieder.
Der Gottesname שַׁדַּי šaddaj Schaddai erscheint in der Hebräischen Bibel in Verbindung mit אֵל ’el „El / Gott“ in Gen 17,1 , 35,11 , 48,3  und Ex 6,3 . Dies entspricht der Konzeption der Priesterschrift, welche den Gott der Schöpfung Elohim und den der Erzväter Schaddai nennt, bis der richtige Name Gottes JHWH erst Mose am Dornbusch offenbart wird (Ex 3,14 ). Daneben erscheint diese Gottesbezeichnung im Munde Bileams (Num 24,4 .16 ) und Ijobs (Hi 8,5 , 11,7 , 13,3 , 15,25 , 22,26 , Hi 27,10 f. , 31,2 , 33,4 , 40,2 ), sowie singulär im Ezechielbuch (Ez 10,5 ).
Nach der Logik der Priesterschrift konnten Personennamen, die den Gottesnamen JHWH enthielten, erst nach der Offenbarung dieses Namens verliehen werden. Daher konnte Träger eines solchen Namens nur sein, wer nach den in Ex 3 geschilderten Ereignissen geboren wurde. Da der Sohn Schedëurs in Num 1,5  ausgewählt wird, bei der Musterung zu assistieren, muss davon ausgegangen werden, dass Schedëur selbst schon älter war, weshalb der Verfasser der Priesterschrift für seinen Namen als theophores Element nicht JHWH sondern Schaddai wählte. Vergleichbar sind die Namensbildungen Zurischaddai (צוּרִישַׁדָּי ṣûrîšaddāj „Fels (ist) Schaddai“, Num 1,6 ) und Ammischaddai (עַמִּישַׁדָּי ‘ammîšaddāj „Vaterbruder (ist) Schaddai“, Num 1,12 ), die in der gleichen Generation belegt sind, sowie der in Num 13,6  belegte Name Hosea (הֹושֵׁעַ hôšea‘) für die Person des Josua.
In Verbindung mit der Tatsache, dass Schaddai als theophores Element in Personennamen inschriftlich nicht belegt ist, spricht das gegen die Annahme, dass es sich bei dem Namensträger um eine historische Person handelt.

## Biblische Erzählung
In Num 4  beauftragt JHWH Mose damit, die Gesamtzahl der Israeliten und aller Wehrfähigen zu ermitteln. Dabei soll ihm von jedem Stamm das Haupt einer Großfamilie helfen, das JHWH jeweils bestimmt. Dies soll für den Stamm Ruben Elizur, der Sohn Schedëurs, sein (Num 1,5 ). Dieser wird als Stammesführer (נָשִׂיא nāśî’, Num 2,10 , 7,30 ) bezeichnet und darüber hinaus noch in Num 7,35  bei der Übergabe der Weihegaben für die Einweihung des Altars des Offenbarungszeltes, sowie in Num 10,18  beim Aufbruch der Israeliten vom Sinai erwähnt, jeweils unter Angabe des Vaternamens.